# Austroaeschna pulchra
Austroaeschna pulchra là loài chuồn chuồn trong họ Aeshnidae. Loài này được Tillyard in Martin mô tả khoa học đầu tiên năm 1909.